# Jochen Schirmer
Jochen Schirmer (* 5. August 1951) ist ein ehemaliger deutscher Langstreckenläufer.
1973 wurde er Vierter bei der Deutschen Marathonmeisterschaft. Im Jahr darauf wurde er nach einem dritten Platz beim Dülmen-Marathon in 2:19:33 h für den Marathon der Leichtathletik-Europameisterschaften in Rom nominiert, musste jedoch wegen einer Infektion mit hohem Fieber kurzfristig auf den Start verzichten. 1975 wurde er deutscher Vizemeister im Marathon, 1976 Sechster beim Karl-Marx-Stadt-Marathon und Dritter bei der Deutschen Marathon-Meisterschaft.
1977 kam er bei den Crosslauf-Weltmeisterschaften in Düsseldorf auf den 75. Platz. Eine Woche später siegte er beim CPC Loop Den Haag in 1:02:40 h; die als Halbmarathon ausgeschriebene Strecke erwies sich allerdings um 500 Meter zu kurz. Bei der im Rahmen des Paderborner Osterlaufs ausgetragenen Premiere der Deutschen Meisterschaft im 25-km-Straßenlauf wurde er Dritter.
Nach einem dritten Platz beim Marathon von Châteaudun 1978 in 2:19:50 h wurde er zu den Europameisterschaften in Prag entsandt, erreichte aber nicht das Ziel. Im weiteren Verlauf der Saison siegte er bei der Route du Vin.
1980 wurde er deutscher Vizemeister im 25-km-Straßenlauf.
Jochen Schirmer startete für den LC Bonn und die LG Bonn/Troisdorf.

## Persönliche Bestzeiten
- 3000 m: 7:57,8 min, 20. Mai 1980, Troisdorf
- 5000 m: 13:55,1 min, 7. August 1977, Hamburg
- 10.000 m: 28:47,59 min, 29. Mai 1977, Dortmund
- Marathon: 2:18:03 h, 17. April 1976, Karl-Marx-Stadt